# Target (Red Crash) (canción de Kōji Wada)
Target (Red Crash) (Objetivo (El impacto rojo) en español) (ターゲット～赤い衝撃～ Tāgetto~Akai Shougeki~) es el segundo sencillo debut del cantante japonés Kōji Wada. Fue lanzado como un solo de 8 cm el 26 de abril de 2000. Además, 1 de agosto de 2004 fue relanzado como un sencillo de 12 cm. Interchannel NEC lanzó yuanes (entre el canal actual), es un distribuidor de King Records (NEDA-10021, NECM-10018)

## Resumen
- Es en sí mismo el único mayor éxito de la AMA, el trabajo junto con el representante de las canciones "Butter-Fly", "The Biggest Dreamer".
- Las letras de canciones son en forma de un par, y (Taichi Yagami y Yamato Ishida, Daisuke Motomiya es el héroe en la obra de la anterior entrega y la imagen de toda la obra de "Digimon Adventure 02" "(Target (Red Crash))", "Beacuse I'm Me" (僕は僕だって Boku Wa Boku Datte) se ha convertido en una especie a cada imagen de Takeru Takaishi, Iori Hida, Ken Ichijoji.
- En "Digimon Adventure 02", también fue utilizado como una canción de inserción cuando se convirtió en el tema y la apertura de Imperialdramon.
- Maxisencillo en 2004, cuando el mosquito, se ha renovado elaborará nueva cubierta que se despierta.

## Lista de canciones
Todas las canciones arregladas por Cher Watanabe & Michihiko Ohta

| N.º | Título                                                                                  | Música                     | Arreglistas(s) | Duración |  |
| 1.  | «Target (Red Crash) (ターゲット～赤い衝撃～ Tāgetto~Akai Shougeki~)»                    | Yū Matsuki, Michihiko Ohta | Michihiko Ohta | 4:28     |  |
| 2.  | «Beacuse I'm Me (僕は僕だって Boku Wa Boku Datte)»                                      | Yū Matsuki, Michihiko Ohta | Cher Watanabe  | 4:16     |  |
| 3.  | «Target (Red Crash) (ターゲット～赤い衝撃～ Tāgetto~Akai Shougeki~)» (Original Karaoke) | Yū Matsuki, Michihiko Ohta | Michihiko Ohta | 4:28     |  |
| 4.  | «Beacuse I'm Me (僕は僕だって Boku Wa Boku Datte)» (Original Karaoke)                   | Yū Matsuki, Michihiko Ohta | Cher Watanabe  | 4:16     |  |